# Цукаев, Николай Антонович
Никола́й Анто́нович Цука́ев — советский партийный и государственный деятель.

## Биография
Родился в 1903 году во Владивостоке. 
С 1922 по 1940 годы - литейщик на металлургическом заводе, комсомолец, партийный агитатор, партизан в Сучанском районе, на партийной работе на предприятиях Владивостока, председатель Черниговского, Спасского, Шмаковского райисполкомов, председатель Артёмовского горсовета.
- 1940 — 9.1947 — заместитель председателя Исполнительного комитета Приморского краевого Совета.
- 9.1947-12.1948 — председатель Исполнительного комитета Приморского краевого Совета.